# Aliso
Pour les articles homonymes, voir Aliso (homonymie).
L'Aliso est un petit fleuve côtier français qui coule dans la région Corse dans le département de la Haute-Corse et se jette dans la mer Méditerranée.

## Géographie
L'Aliso est le cours d'eau principal du Nebbio. Il arrose la plaine d'Oletta ou Conca d'Oro, une riche plaine alluviale qui a donné son nom au Canton de la Conca-d'Oro.

La longueur de son cours d'eau est de 20,5 km.
Pour l'Institut géographique national, dans son cours supérieur l'Aliso s'appelle Ruisseau de Nocio, puis fiumi Raghiunti. Il prend source à 200 mètres au nord du Bocca di Tenda (1 219 m), à 1 190 mètres d'altitude, sur la commune de Sorio. Il se jette dans la mer Méditerranée, dans le golfe de Saint-Florent, sur la commune de Saint-Florent, dans le port de plaisance même.
Les fleuves côtiers voisins sont à l'Ouest, le Liscu dans le Désert des Agriates, et à l'Est, le Fium'Albino qui a son embouchure sur la commune de Farinole.

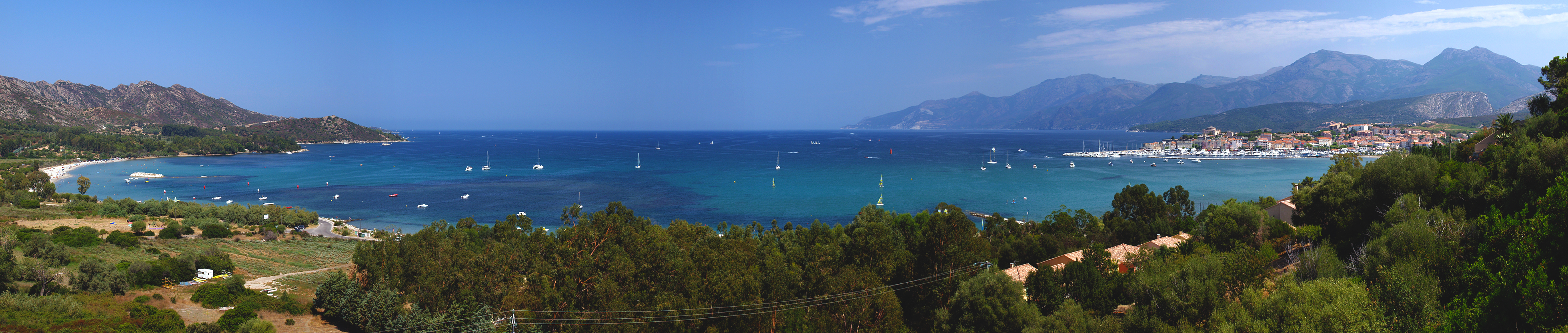
Le golfe de Saint-Florent

### Communes et cantons traversés

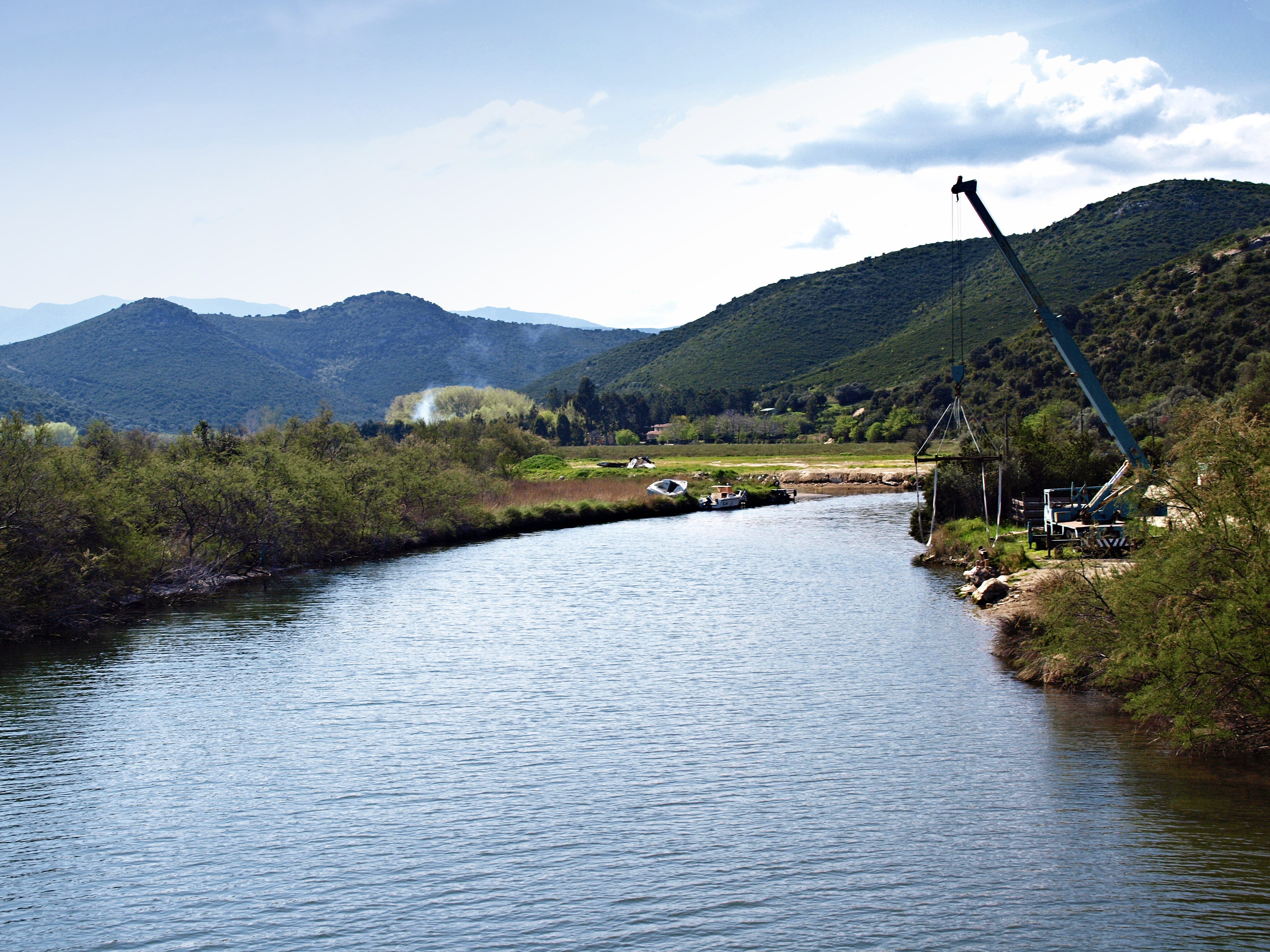
L'Aliso en amont du Pont de fer à Saint-Florent.

Dans le seul département de la Haute-Corse, L'Aliso traverse les sept communes suivantes, dans le sens amont vers aval, de Sorio (source), San-Gavino-di-Tenda, Piève, Rapale, Santo-Pietro-di-Tenda, Oletta, Saint-Florent (embouchure).
Soit en termes de cantons, l'Aliso prend sa source sur l'ancien canton du Haut-Nebbio maintenant le canton de Biguglia-Nebbio
, puis conflue sur l'ancien canton de la Conca-d'Oro, mais aujourd'hui dans le même canton de Biguglia-Nebbio, dans l'arrondissement de Calvi.

### Bassin versant
Le bassin versant « L'Aliso » (Y750) fait 131 km2. Ce bassin versant est constitué à 84,52 % de « forêts et milieux semi-naturels », à 14,11 % de « territoires agricoles », à 1,31 % de « territoires artificialisés », à 0,31 % de « surfeaces en eau ». 

### Organisme gestionnaire
L'organisme gestionnaire est le Comité de bassin de Corse, depuis la loi corse du 22 janvier 2002.

## Affluents
L'Aliso a treize ruisseaux affluents référencés :
- le ruisseau de Stollu (rd[note 1]), 3,9 km, ou aussi  ruisseau de Bocca Pitese sur les deux communes de Sorio et Piève.
- le ruisseau de Campucassu (rg) 3,5 km, ou aussi ruisseau de Tacolaie sur les deux communes de Piève et Sorio avec un affluent :
  - le ruisseau de Piedi Gatta (rg) 2 km, sur les trois communes de San-Gavino-di-Tenda, Piève et Sorio.
- le ruisseau de Spelonca (rg), 1,5 km, entièrement sur la commune de Sorio.
- le ruisseau de Furnelli (rd) 1,8 km, sur les trois communes de Piève, Rapale et Sorio.
- le ruisseau de Canne (rg) 1,8 km, sur les quatre communes de San-Gavino-di-Tenda, Piève, Rapale et Sorio.
- le ruisseau de Ficapenta (rd) 2,5 km, ou aussi ruisseau de Castagnola, sur les quatre communes de San-Gavino-di-Tenda, Piève, Rapale et Sorio avec deux affluents :
  - le ruisseau de Codiglione (rd) 0,9 km, entièrement sur la  commune de Piève.
  - le ruisseau de Carpiniccia (rg) 2,6 km, sur les trois communes de Piève, Rapale et Sorio.

- le ruisseau di Pétricali (rg) 2,6 km, sur les quatre communes de San-Gavino-di-Tenda, Piève, Rapale et Sorio.

- le Fiumicellu, 7,3 km (rg), sur Piève, San-Gavino-di-Tenda et Santo-Pietro-di-Tenda et un affluent :
  - le ruisseau de Lavandaio (rg), 2 km, entièrement sur la commune de Santo-Pietro-di-Tenda.

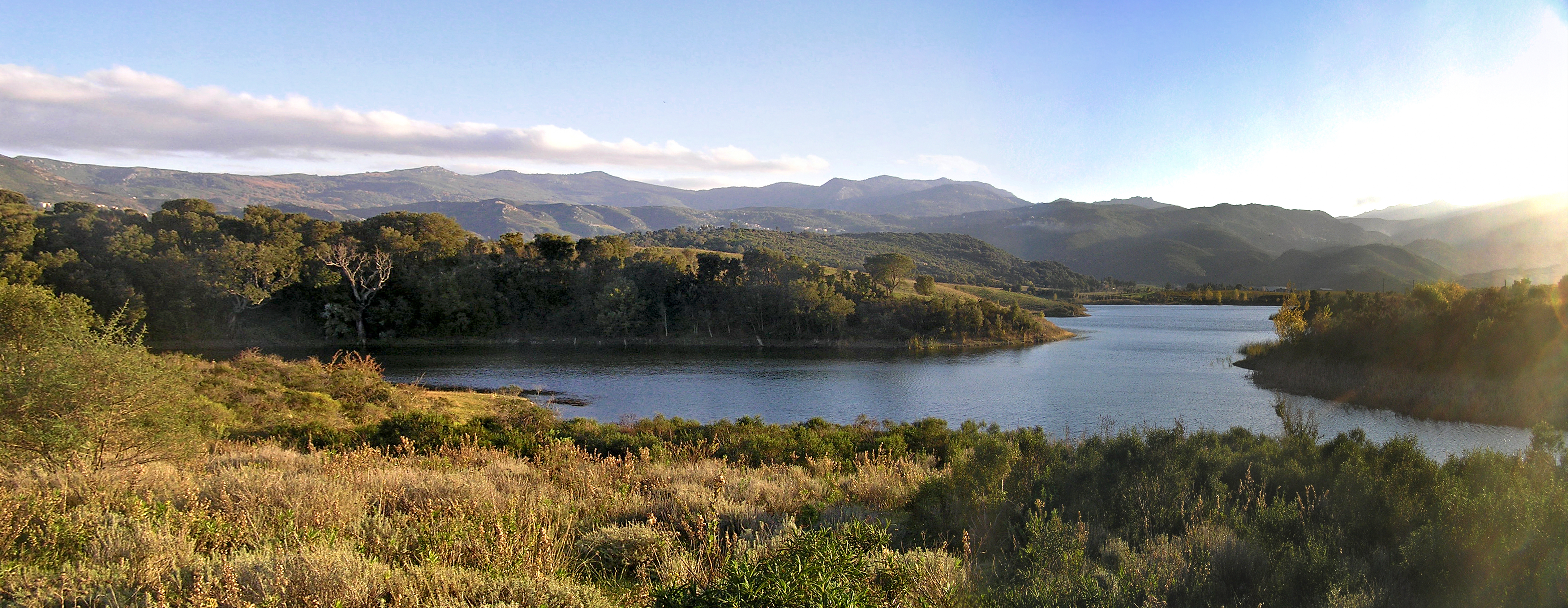
Lac de Padula

- le ruisseau Salinelle (rd) 8,2 km sur les six communes de Murato, Olmeta-di-Tuda, Oletta, Vallecalle, Piève et Rapale avec quatre affluents :
  - le ruisseau de Lenze
  - le ruisseau de Valdo,
  - le ruisseau de Campodata',
  - le ruisseau de Furmicaiola. Sur son cours a été créé un barrage formant le lac de Padula, mis en service en 1991.

- le ruisseau de Salti (rg) 8 km avec un affluent :
  - le ruisseau de Leccia Torta
- le ruisseau de Porraghia (rg) 7,9 km avec cinq affluents :
  - le ruisseau de Valdu a u Mulinu
  - le ruisseau de Perchia
  - le ruisseau de Capina
  - le ruisseau d'Agnani
  - le ruisseau de Vaccario
- le ruisseau de Morello (rg) 4,8 km avec un affluent :
  - le ruisseau de Pilocaccio
- le ruisseau de la Concia (rd) 9 km avec trois affluents :
  - le ruisseau de Loto
  - le ruisseau de Lenza Longo
  - le ruisseau de Mercurio

L'institut géographique national ajoute le ruisseau de Poggio en rive droite.

### Rang de Strahler
Son rang de Strahler est de cinq.

## Hydrologie

### L'Aliso à Oletta (Malpergo)
La station Y7505010, l'Aliso à Oletta (Malpergo) a fonctionné de 1972 à 1996 pendant vingt-cinq ans.

### Étiage ou basses eaux
À l'étiage, c'est-à-dire aux basses eaux, le VCN3, ou débit minimal du cours d'eau enregistré pendant trois jours consécutifs sur un mois, en cas de quinquennale sèche s'établit à 0,003 m3/s ou 3 l/s, ce qui est très faible.

### Crues
Sur cette courte période d'observation de vingt-cinq ans, le débit journalier maximal a été observé le 25 avril 1982 pour 93,2 m3/s. Le débit instantané maximal a été observé le 1er novembre 1993 avec 362,0 m3/s en même temps que la hauteur maximale instantanée de 395 mm soit 3,95 m.
Le QIX 2 est de 69,0 m3/s, le QIX 5 est 130,0 m3/s, le QIX 10 est de 170,0 m3/s et le QIX 20 est de 210,0 m3/s.

### Lame d'eau et débit spécifique
La lame d'eau écoulée dans cette partie du bassin versant de la rivière est de 266 millimètres annuellement, ce qui est légèrement en dessous de la moyenne en France, à 300 mm/an. Le débit spécifique (Qsp) atteint 8,4 litres par seconde et par kilomètre carré de bassin.

## Aménagements et écologie

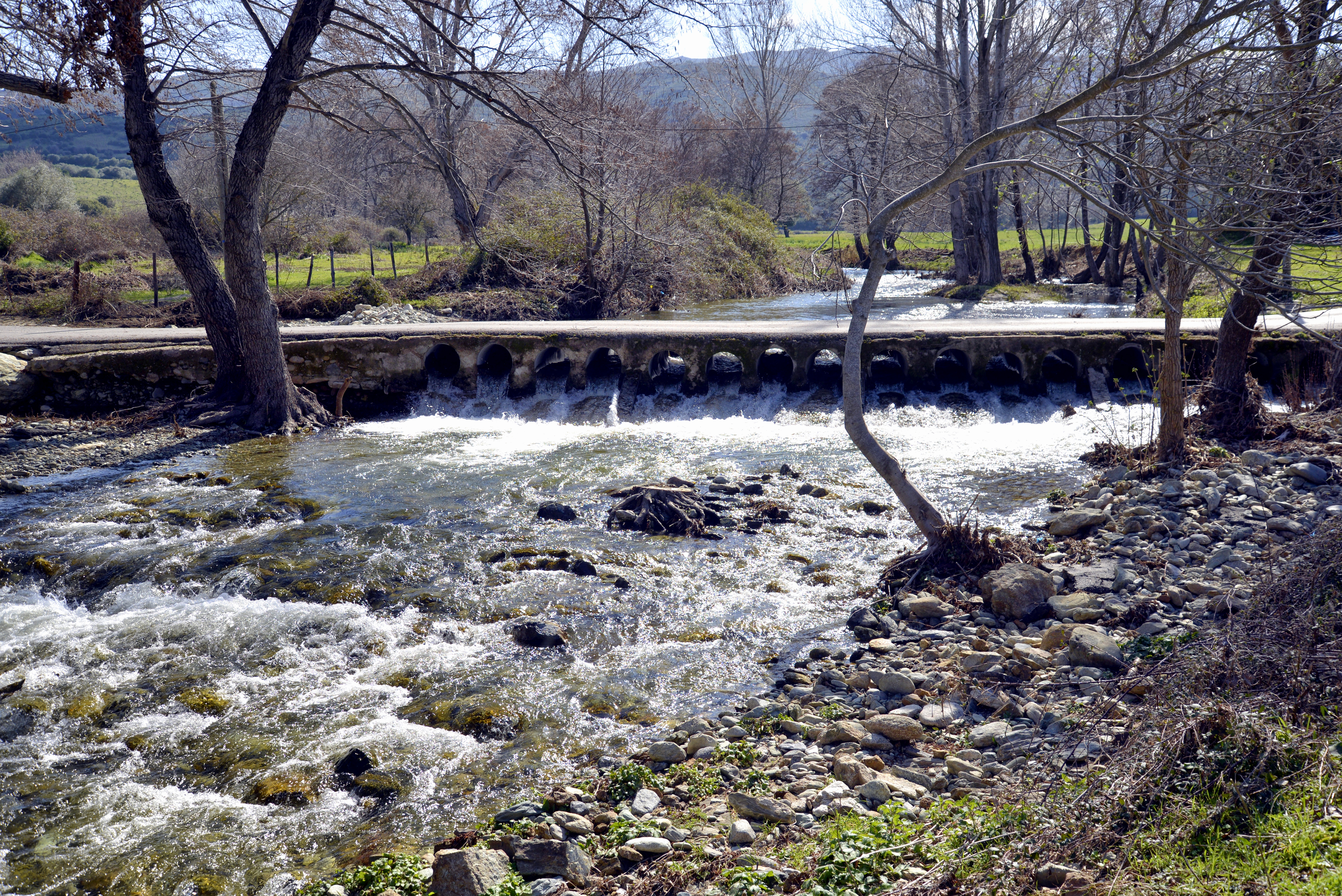
L'Aliso à Ghjuncaja (Piève)